# Incredible George
Incredible George is een Engelstalig lied van de Belgische band The Pebbles uit 1969.
De groep kreeg voor dit nummer een felicitatietelegram van George Harrison en bereikte een dertiende plaats in de top 30 waarin het nummer vijf weken verbleef.
De B-kant van de single heette Playing chess.

## Meewerkende artiesten
- Producer: Alain Milhaud
- Muzikanten:
  - Bob Bobott (gitaar, zang)
  - Fred Bekky (gitaar, zang)
  - Luk Smets (keyboards, zang)
  - Marcel De Cauwer (drums, percussie)
  - Miel Gielen (basgitaar, zang)